# Cheirotonus battareli
Cheirotonus battareli är en skalbaggsart som beskrevs av Pouillaude 1913. Cheirotonus battareli ingår i släktet Cheirotonus och familjen Euchiridae. Inga underarter finns listade i Catalogue of Life.